# Chrysactinia
Chrysactinia é um género botânico pertencente à família Asteraceae.